# باتريك أوبراين (كاتب)
باتريك أوبراين (بالإنجليزية: Patrick O'Brien)‏ هو فنان وكاتب أمريكي، ولد في 5 يوليو 1960 في بوسطن في الولايات المتحدة.